# Rodrigo Vargas Castillo
Rodrigo Vargas (ur. 19 października 1994 w Santa Cruz de la Sierra) – boliwijski piłkarz, grający na pozycji napastnika.

## Kariera piłkarska

### Kariera klubowa
Wychowanek klubu Oriente Petrolero, w barwach którego w 2011 rozpoczął karierę piłkarską. Latem 2016 przeszedł do Nacional Potosí. Latem 2017 został piłkarzem Club Petrolero. Na początku 2018 zasilił skład klubu The Strongest. 3 marca 2018 roku przeniósł się do ukraińskiego klubu Karpaty Lwów. 10 maja 2019 opuścił lwowski klub.

## Kariera reprezentacyjna
Występował w juniorskiej i młodzieżowej reprezentacji Boliwii. 7 lutego 2013 debiutował w narodowej reprezentacji Boliwii.

## Sukcesy i odznaczenia

### Sukcesy klubowe
Oriente Petrolero
- wicemistrz Boliwii: 2012/13 (Clausura), 2014/15 (Apertura),